# Municipio de Dexter (Kansas)
El municipio de Dexter (en inglés: Dexter Township) es un municipio ubicado en el condado de Cowley en el estado estadounidense de Kansas. En el año 2010 tenía una población de 433 habitantes y una densidad poblacional de 2,34 personas por km².

## Geografía
El municipio de Dexter se encuentra ubicado en las coordenadas 37°11′17″N 96°41′44″O / 37.18806, -96.69556. Según la Oficina del Censo de los Estados Unidos, el municipio tiene una superficie total de 184.99 km², de la cual 184,77 km² corresponden a tierra firme y (0,12 %) 0,22 km² es agua.

## Demografía
Según el censo de 2010, había 433 personas residiendo en el municipio de Dexter. La densidad de población era de 2,34 hab./km². De los 433 habitantes, el municipio de Dexter estaba compuesto por el 96,07 % blancos, el 0,23 % eran afroamericanos, el 2,54 % eran amerindios, el 0,23 % eran isleños del Pacífico y el 0,92 % eran de una mezcla de razas. Del total de la población el 0,46 % eran hispanos o latinos de cualquier raza.